# Anolis juangundlachi
Anolis juangundlachi е вид влечуго от семейство Dactyloidae. Видът е критично застрашен от изчезване.

## Разпространение
Разпространен е в Куба.